# Альберт Шеперд
Альберт Шеперд (англ. Albert Shepherd, 10 вересня 1885, Болтон — 8 листопада 1929, Болтон) — англійський футболіст, що грав на позиції нападника за клуби «Болтон Вондерерз» та «Ньюкасл Юнайтед», а також національну збірну Англії.

## Клубна кар'єра
У дорослому футболі дебютував 1903 року виступами за команду «Болтон Вондерерз» з рідного міста, в якій швидко став одним з основних нападників. У сезоні 1904/05 забив 15 голів і допоміг команді посісти друге місце у Другому дивізіоні і пробитися до найвищого дивізіону. В еліті англійського футболу продовжив демонструвати високу результативність і в першому ж проведеному там сезоні 1905/06 з 26 забитими голами став найкращим бомбардиром англійської футбольної першості. Загалом за п'ять сезонів у болтонській команді взяв участь у 123 матчах чемпіонату і мав середню результативність на рівні 0,73 гола за гру.
У листопаді 1908 року за 800 фунтів перейшов до «Ньюкасл Юнайтед», що на той час стало рекордним трансфером клубу. Його 15 голів у сезоні 1908/09 допомогли команді стати чемпіоном Англії. Наступного сезону став у складі «Ньюкасла» володарем Кубка Англії. Сезон 1910/11 розпочав дуже вдало, встиг відзначитися 25 голами у чемпіонаті, доки ближче до його завершення не отримав важку травму у зіткненні з воротарем «Блекберн Роверз» Джиммі Ешкрофтом. Забитих на той момент гравцеві вистачило аби удруге у кар'єрі стати найкращим бомбардиром сезону у Футбольній лізі, проте травма фактично перехрестила подальшу кар'єру 25-річного на той час нападника. Відновлення тривало більше року, а коли Шеперд повернувся на поле, то вже не демонстрував звичного рівня гри і результативності.
Влітку 1914 року перейшов до «Бредфорд Сіті», за який забив 10 голів у 22 матчах, після чого з припиненням футбольних змагань через Першу світову війну завершив ігрову кар'єру.

## Виступи за збірну
1906 року дебютував в офіційних матчах у складі національної збірної Англії. Свою другу і останню гру за національну команду провів лише 1911 року. У кожній з ігор за збірну забив по одному голу.
Помер 8 листопада 1929 року на 45-му році життя.

## Титули і досягнення
- Чемпіон Англії (1):

«Ньюкасл Юнайтед»: 1908/09
- Володар Кубка Англії з футболу (1):

«Ньюкасл Юнайтед»: 1909/10
- Володар Суперкубка Англії з футболу (1):

«Ньюкасл Юнайтед»: 1909
- Найкращий бомбардир Футбольної ліги Англії (2):

1905/06 (26 голів)
1910/11 (25 голів)